# Drève du Rouge-Cloître
Pour les articles homonymes, voir Rouge-Cloître (homonymie).
La drève du Rouge-Cloître est une voie forestière bruxelloise de la commune d'Auderghem qui relie la chaussée de Wavre à la rue du Rouge-Cloître.
Sa longueur est d'environ 400 mètres. Le sentier de grande randonnée GR 579 (Bruxelles-Liège) passe par la drève du Rouge-Cloître.

## Historique et description
Cette voie est beaucoup plus récente que la rue du même nom. Elle n’apparaît pas dans l’Atlas des Communications (1843).
On suppose que vers 1825, Charles-Ferdinand Brugelman, devenu propriétaire d'anciens bâtiments du prieuré pour y établir une filature et une teinturerie devait relier celui-ci à une seconde filature le long du premier étang, près de la chaussée de Wavre, au lieu-dit Ten Bruxken. La voie était donc privée.
En 1872, Romain Govaert devint propriétaire de tous les bâtiments avec champs et étangs attenants. Les activités industrielles continuèrent, telles que la fabrique de munitions de U. Marga à Ten Bruxken, dont les ouvriers logeaient au Transvaal.

## Galerie

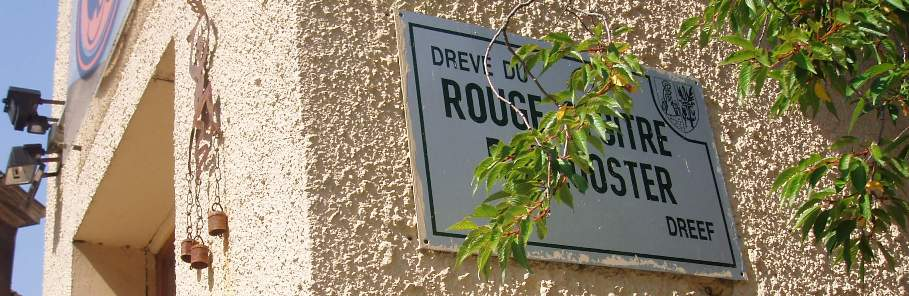
Plaque